# ミアキス・シンフォニー
ミアキス・シンフォニーは、加藤シゲアキによる連作短編小説。

## 概要
女性向けファッション雑誌『an・an』（マガジンハウス）にて2018年（2097号）から不定期連載している。
「ミアキス」とは犬と猫の祖先と言われている動物。書名には、ミアキスをあらゆる登場人物の分岐点に重ねながら、交響曲のような壮大な物語を描くと同時に、この作品が著者自身にとっても新たな分岐点となるよう願いが込められている。

## タイトル・掲載号一覧
| 話数    | 話数   | 発売日          | タイトル               | 号数 |
| ------- | ------ | --------------- | ---------------------- | ---- |
| 01      | 01     | 2018年04月4日   | とびらはどちらから開く | 2097 |
| 02      | 02     | 2018年06月20日  | わたしのともだち       | 2107 |
| 03      | 03     | 2018年09月5日   | アジサイ               | 2117 |
| 04      | 04     | 2018年012月19日 | シンボル               | 2132 |
| 05      | 05     | 2019年02月27日  | わたしの景色           | 2141 |
| 06      | 06     | 2019年07月17日  | 断れない条件           | 2160 |
| 07      | 07     | 2019年011月27日 | はしわたし             | 2178 |
| 08      | 08     | 2020年07月29日  | エコロケーション       | 2211 |
| 09      | 09     | 2020年012月16日 | インニョン             | 2230 |
| 010     | 010    | 2021年03月31日  | 砂の城                 | 2244 |
| 0最終章 | 第一回 | 2022年01月5日   | 愛のようなもの         | 2281 |
| 0最終章 | 第二回 | 2022年02月2日   | 愛のようなもの         | 2285 |
| 0最終章 | 第三回 | 2022年03月2日   | 愛のようなもの         | 2289 |
| 0最終章 | 第四回 | 2022年04月13日  | 愛のようなもの         | 2294 |
| 0最終章 | 第五回 | 2022年05月10日  | 愛のようなもの         | 2298 |
| 0最終章 | 最終回 | 2022年06月8日   | 愛のようなもの         | 2302 |